# Nagyboldogasszony-plébániatemplom (Nagykovácsi)
A Nagyboldogasszony plébániatemplom a Pest vármegyei Nagykovácsi római katolikus temploma.

## Története
A Budai-hegység mélyén rejtőző, a török hódoltság idején elnéptelenedett község a 18. század elején kezdett újból betelepülni, jobbára német földről érkező, katolikus vallású jobbágyokkal. Az új telepesek ismeretlen időpontban, de nyilván már röviddel a letelepülésük után kis kápolnát építettek, saját pap eltartására azonban nem is gondolhattak, a közösséget ezért ebben az első időszakban Pilisvörösvár plébánosa látta el, szerzetesek (minorita, budai kapucinus, ferences és karmelita missziósok) segítségével. Ez a kápolna a Rákóczi-szabadságharc idején, a kuruc háborúk következtében elpusztult, a hívek ezért kénytelenek voltak a környező településekre átjárni misére.
A település 1715-re jutott el oda, hogy önálló plébániát tudott szervezni és templomépítésbe kezdeni; az ekkor épült templomot a szeplőtelen fogantatás tiszteletére szentelték fel. A község anyakönyveit ugyancsak ettől az évtől fogva vezetik a templomhoz tartozó plébánián.
A ma is álló plébániatemplom 1742–46 között épült fel, majd 1813-ban a templom és a plébánia titulusát is Nagyboldogasszonyra változtatták. A templom búcsúnapja ennek megfelelően Nagyboldogasszony ünnepnapja, augusztus 15.
A templom és a mellette álló plébániaépület jelenleg műemléki védelmet élvez, törzsszámaik a műemléki nyilvántartásban 7120. és 1721. A plébánia az 1993-as egyházmegyei határrendezés során került a székesfehérvári egyházmegyétôl az esztergom-budapesti főegyházmegyéhez.
Fíliaként a nagykovácsi templomhoz tartozik az adyligeti Szent István király templom. Külső misézőhelye még a templomnak a Zsíroshegyi út és az Erdősétány utca kereszteződése közelében álló, 1832-ben épített Kálvária-kápolna.

## A templom épülete és berendezései
A barokk stílusban épült templom egyhajós építmény, kis bejárati előépülettel és a szentély mindkét oldalán egy-egy oldalépülettel bővítve. Építését pontosan nem ismert időben, 1715 körül vagy azt követően kezdték meg, felszentelésére 1746-ban kerülhetett sor. A ma látható épülettömb 1853-ban nyerte el jelenlegi formáját, amikor a sekrestyére és az oratóriumra emelet került.
A templom homlokzatát a Szeplőtelen fogantatás szobra díszíti, ez valószínűleg Johann Kugler budai kőfaragó mester munkája, és 1754-ben helyezték el itt. Kugler egyébként a maga idején a katolikus egyház által is előszeretettel foglalkoztatott szakember volt, ő faragta a vízivárosi Szent Anna templom és a tabáni Szent Katalin templom kőszobrait is. Ugyancsak 1754-ben került helyére a főoltár, majd 1761-ben a két mellékoltár; a szószék viszont már 1747 óta a templom berendezésének részét képezi.
- A templom plébánosai

Jelenleg
- Kemenes Gábor

Korábban
- Udvarnoki László
- Orbán György
- Greszl Ferenc
- Csereney József